# Diocèse de Digne, Riez et Sisteron
Le diocèse de Digne, Riez et Sisteron (latin : dioecesis Diniensis-Reiensis-Sistariensis) est une Église particulière de l'Église catholique en France.
Érigé au IVe siècle, le diocèse de Digne est un diocèse historique de la Provence.
Depuis 1822, il couvre le département des Basses-Alpes devenu, en 1970, le département des Alpes-de-Haute-Provence.
Le département comprend quatre anciens sièges épiscopaux supprimés en 1801 : Entrevaux, Senez, Sisteron et Riez. Depuis 1916, les évêques résidentiels puis diocésains de Digne joignent à leur titre ceux de Riez et de Sisteron, la dénomination complète du diocèse étant "diocèse de Digne-Riez-Sisteron" (latin : dioecesis Diniensis-Reiensis-Sistariensis).
Emmanuel Gobilliard est l'évêque diocésain de Digne, Riez et Sisteron depuis octobre 2022.
Depuis 2002, le diocèse de Digne est suffragant de l'archidiocèse de Marseille.
Les saints patrons du diocèse sont les deux premiers évêques du diocèse de Digne, à savoir Domnin et Vincent.

## Territoire
Le diocèse de Digne couvre le département des Alpes-de-Haute-Provence, en région Provence-Alpes-Côte d'Azur.
Avant 1801, le diocèse de Digne confinait : au nord, avec l'archidiocèse d'Embrun ; à l'ouest, avec le diocèse de Gap ; au sud, avec le diocèse de Riez ; à l'est, avec le diocèse de Senez.

## Histoire
À la fin du XVIIIe siècle, le diocèse de Digne comprenait les 34 paroisses suivantes : Aiglun, Ainac, Archail, Auzet, Barles, Beaujeu, Bédéjun, Blégiers, Le Brusquet, Le Chaffaut, Champtercier, Chanolles, Couloubroux, Courbons, Digne, Les Dourbes, Draix, Entrages, Esclangon, Gaubert, La Javie, Lagremuse, Lambert, Mallemoisson, Marcoux, Mousteiret, Prads, La Robine, Saint-Jurson, Les Sièyes, Tanaron, Thoard, Verdaches et Le Vernet.
En 1801, les diocèses de Glandèves, Riez, Senez et Sisteron furent supprimés, de même que l'archidiocèse d'Embrun et le diocèse de Gap. Le territoire du diocèse de Digne couvrit alors les départements des Basses-Alpes et des Hautes-Alpes. En 1822, le diocèse de Gap fut toutefois rétabli, laissant au diocèse de Digne le seul département des Basses-Alpes. Depuis lors, il englobe la totalité de l'ancien diocèse de Digne et une partie des anciens diocèses d'Aix, Apt, Embrun, Gap, Glandèves, Riez, Senez et Sisteron.
En janvier 2009, les anciens sièges épiscopaux de Briançonnet, Entrevaux et Senez, situés sur le territoire diocésain, sont restaurés en tant que sièges titulaires.

## Cathédrales
La cathédrale Notre-Dame du Bourg de Digne est l'église cathédrale du diocèse.
Sont cocathédrales :
- Saint-Jérôme de Digne, dédiée à saint Jérôme ;
- Notre-Dame-des-Pommiers de Sisteron[4].

Le diocèse compte également cinq autres anciennes églises cathédrales :
- la cathédrale Notre-Dame-du-Bourguet de Forcalquier[5] ;
- la cathédrale Notre-Dame-de-la-Sed d'Entrevaux ;
- la cathédrale Notre-Dame-de-l'Assomption d'Entrevaux[6], aussi appelée "cathédrale de Glandèves" ;
- la cathédrale Notre-Dame-de-l'Assomption de Senez[7] ;
- la cathédrale Notre-Dame-de-l'Assomption de Riez[8].

## Évêque originaire du diocèse de Digne
- Bruno Grua, évêque émérite de Saint-Flour